# Миколай (Почтовий)
Митрополит Миколай Почтовий (Олександр Георгійович Почтовий, н. 13 березня 1970, Київ, УРСР) — архієрей УПЦ (МП), митрополит Кіровоградський і Новомиргородський.

## Життєпис
Єпископ Васильківський Миколай народився 13 березня 1970 року в Києві в родині православного священика Георгія Почтового. 1987 року закінчив середню школу № 1 у Каневі.
З 1988 по 1990 рік проходив військову службу.
У 1990 році вступив до Київської Духовної Семінарії.
25 липня 1992 року митрополитом Володимиром (РПЦвУ) рукоположений у сан диякона.
23 серпня 1992 року єпископом Черкаським і Канівським Софронієм рукоположений у сан священика.
18 вересня 1992 року призначений настоятелем Троїцького храму с. Гельмязів Золотоноського району Черкаської області.
21 червня 1992 року нагороджений наперсним хрестом.
У 1996 році закінчив Київську Духовну Семінарію і вступив до Київської Духовної Академії.
10 березня 1999 року проректором КДАіС архімандритом Митрофаном (Юрчуком) пострижений у чернецтво з ім'ям Миколай (на честь святителя Миколая, архієпископа Японського).
У 2000 році закінчив Київську Духовну Академію з науковим ступенем кандидата богослов'я.
14 червня 2000 року призначений штатним священиком храму на честь святителя Михаїла, Першого Митрополита Київського при Жовтневій лікарні міста Києва.
До дня Святої Пасхи 2001 року Блаженнішим Митрополитом Володимиром возведений в сан ігумена.
У червні 2003 року командирований для служіння у Свято-Вознесенський Флорівський монастир Києва.
9 червня 2006 року призначений настоятелем парафії на честь Святих мучениць Віри, Надії, Любові та матері їх Софії при Обласній лікарні в Шевченківському районі міста Києва.
19 травня 2008 року призначений штатним священиком Свято-Дмитрієвського храму (Жуляни) міста Києва, а 27 жовтня того ж року — його настоятелем.
До дня Святої Пасхи 2009 року митрополитом Володимиром возведений у сан архімандрита.
До дня Святої Пасхи 2011 року митрополитом Володимиром удостоєний права служіння з відкритими царськими вратами до «Херувимської пісні».
11 березня 2013 року призначений Головою Інформаційно-просвітницького відділу Київської єпархії РПЦвУ.
Рішенням синоду від 15 березня 2013 року (журнал № 35) обраний єпископом Васильківським, вікарієм Київської Митрополії.
16 березня 2013 року у синодальному залі резиденції предстоятеля РПЦвУ у Святій Успенській Києво-Печерській Лаврі відбувся чин наречення в єпископа Васильківського, вікарія Київської митрополії.
Архієрейська хіротонія відбулась 17 березня 2013 року, в Трапезному храмі Києво-Печерської Лаври в ім'я преподобних Антонія й Феодосія Печерських.
4 січня 2018 року в зв'язку з реорганізацією вікаріатства Київської єпархії «з метою ефективного церковно-адміністративного управління парафіями» призначений керуючим Південного вікаріатства в складі Другого лікарняного, Святошинського, Солом'янського районів Києва.
17 серпня 2020 року возведений в сан архієпископа.
17 серпня 2023 року возведений в сан митрополита в Києво-Печерській Лаврі Блаженнійшим митрополитом Київським, предстоятелем УПЦ Онуфрієм.

## Духовна кар'єра
10 березня 1999  — прийняв постриг в чернецтво з іменем Миколай на честь святителя Миколая, архієпископа Японського.
9 червня 2003  — направлений служити до Свято-Вознесенського Флорівського монастиря Києва.
9 червня 2006  — настоятель храму Віри, Надії, Любові та матері їхній Софії в Шевченківському районі м. Києва.
27 жовтня 2008 призначений настоятелем храму великомученика Дмитра Солунського, що в Жулянах Києва.
5 серпня 2008  — включений до складу Синодального відділу з релігійного просвітництва та катехізації УПЦ МП.
11 березня 2013  — призначений головою інформаційно-просвітницького відділу Київської єпархії РПЦ.
15 березня 2013  — обраний єпископом Васильківським, вікарієм Київської єпархії.
16 березня 2013  — наречений в єпископа Васильківського, вікарія Київської митрополії УПЦ.
17 березня 2013  — хіротонія.
23 листопада 2022 року призначений керуючим Кіровоградською єпархією.